# Stazione di Ogawa (Tokyo)
La stazione di Ogawa (小川駅?, Ogawa-eki) è una stazione ferroviaria situata nella città di Kodaira, nell'area metropolitana di Tokyo, ed è servita dalle linee Haijima e Kokubunji delle Ferrovie Seibu.

## Linee
Ferrovie Seibu
● Linea Seibu Haijima
● Linea Seibu Kokubunji

## Struttura
La stazione si trova in superficie ed è dotata di due marciapiedi a isola, con due binari passanti, collegati al fabbricato viaggiatori sopraelevato da scale fisse, mobili e ascensori.
| 1 | ● Linea Seibu Haijima   | per Hagiyama, Kodaira e Seibu-Shinjuku |
| 2 | ● Linea Seibu Kokubunji | per Higashi-Murayama                   |
| 2 | ● Linea Seibu Kokubunji | diretti per Hon-Kawagoe                |
| 3 | ● Linea Seibu Kokubunji | per Kokubunji                          |
| 4 | ● Linea Seibu Haijima   | per Haijima                            |

## Stazioni adiacenti
| «                     | Servizio            | »                   |
| Linea Seibu Haijima   | Linea Seibu Haijima | Linea Seibu Haijima |
| --------------------- | ------------------- | ------------------- |
| Hagiyama              | Locale              | Higashi-Yamatoshi   |
| Hagiyama              | Semiespresso        | Higashi-Yamatoshi   |
| Hagiyama              | Espresso            | Higashi-Yamatoshi   |
| Linea Seibu Kokubunji |                     |                     |
| Takanodai             | Locale              | Higashi-Murayama    |